# Ральф Дубелл
Ральф Дуглас Дубелл (англ. Ralph Douglas Doubell; нар. 11 лютого 1945) — австралійський легкоатлет, який спеціалізувався в бігу на середні дистанції.

## Із життєпису
Олімпійський чемпіон-1968 з бігу на 800 метрів. Переможний у Мехіко результат спортсмена (1.44,3/1.44,40) протримався як рекорд Океанії майже 50 років.
Чемпіон Універсіади-1967 з бігу на 800 метрів та в естафеті 4×400 метрів.
Ексрекордсмен світу з бігу на 800 метрів.
По закінченні спортивної кар'єри закінчив Гарвардську школу бізнесу, після чого працював у банківській сфері.
У 2000-х працював директором стадіону «Телстра», головної арени Олімпіади-2000.

## Основні міжнародні виступи
| Рік  | Змагання         | Місто   | Місце | Дисципліна | Примітки         |
| ---- | ---------------- | ------- | ----- | ---------- | ---------------- |
| 1967 | Універсіада      | Токіо   | 1     | 800 м      |                  |
| 1967 | 1                | 4×400 м |       |            |                  |
| 1968 | Олімпійські ігри | Мехіко  | 1     | 800 м      | Відео на YouTube |